# 帕尔格
帕尔格（法語：Pargues，法語發音：[paʁɡ]）是法国奥布省的一个市镇，属于特鲁瓦区。

## 地理
帕尔格（48°1'56"N, 4°11'52"E）面积13.98 平方千米，位于法国大東部大區奥布省，该省份为法国中北部省份，北起马恩省，西接塞纳-马恩省，西南至约讷省，东南至科多尔省，东临上马恩省。
与帕尔格接壤的市镇（或旧市镇、城区）包括：阿雷勒、阿维雷-兰热、巴涅拉福斯、巴尔诺拉格朗日、沙乌斯、迈松莱沙乌斯、普拉兰。

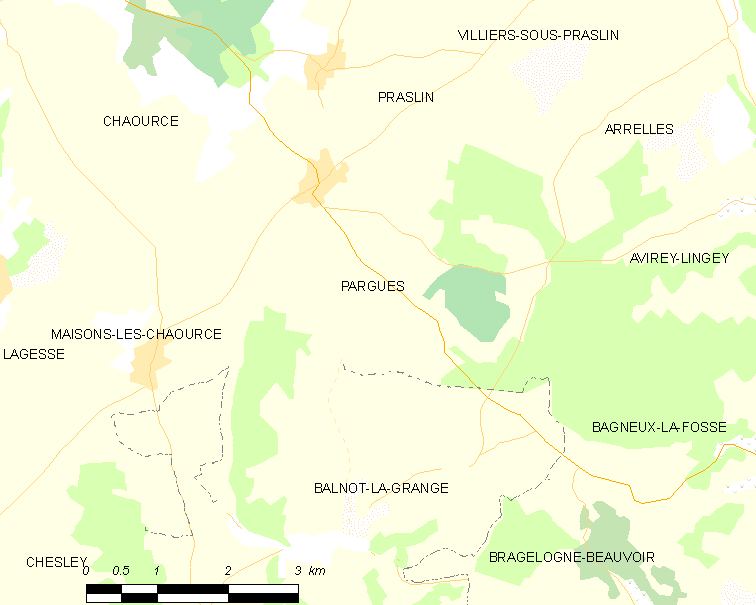
帕尔格的OSM定位图

帕尔格的时区为UTC+01:00、UTC+02:00（夏令时）。

## 行政
帕尔格的邮政编码为10210，INSEE市镇编码为10278。

## 政治
帕尔格所属的省级选区为莱里塞县。

## 人口

1962-2008年间帕尔格人口变化图示

帕尔格于2022年1月1日时的人口数量为142人。